# Йенач, Георг
Гео́рг Йе́нач (нем. Georg Jenatsch; 1596, Самедан — 24 января 1639, Кур) — швейцарский политический деятель, участник в Тридцатилетней войне (1618—1648).
В верхнем Энгадине, родине Йенача, боролись две семьи: Салис (французская, или реформатская, партия) и Планта (миланская, или католическая, партия); семья Йенача и он сам были на стороне первой. Когда избиение протестантов в Вальтеллине довело раздражение до крайности, Йенач в 1621 году убил главу враждебной партии, Помпея фон Планта, и стал во главе движения; его называли новым Вильгельмом Теллем.
Вскоре, однако, приближение австрийско-испанских войск заставило его бежать в Венецию. Вернувшись, он сначала искал поддержки у французов, потом вступил в переговоры с Испанией, не приводившие к соглашению из-за разногласий по религиозному вопросу.  В 1635 году изменил Франции, присоединился к австрийской партии и Католической церкви, но своих детей воспитывал в протестантской вере.
В 1639 году на Йенача напали замаскированные люди и убили его. Похоронен в католической церкви, рядом с дворцом епископа.